# Patrick Tambay
Patrick Tambay (ur. 25 czerwca 1949 w Paryżu, zm. 4 grudnia 2022) – francuski kierowca Formuły 1.

## Kariera
Na początku kariery Tambay ścigał się w Formule 5000, w zespole Carla Haasa. W roku 1977 wygrał mistrzostwa serii Can-Am.
W Formule 1 zadebiutował w tym samym roku. W zespole Surtees nie zakwalifikował się do Grand Prix Francji, a później, w zespole Theodore Racing w 8 Grand Prix zdobył 5 punktów, dzięki czemu uzyskał 18. miejsce w klasyfikacji generalnej. W sezonach 1978–1979 startował w zespole McLaren. Zdobył w tych latach łącznie 8 punktów. W sezonie 1980 nie ścigał się w Formule 1, a w roku 1981 powrócił do zespołu Theodore Racing (1 punkt), ale w dalszej części sezonu ścigał się w zespole Ligier (brak punktów).
W roku 1982 dosyć nieoczekiwanie trafił do zespołu Ferrari, i ścigał się w nim do roku 1983. W jego barwach wywalczył pierwsze podium (trzecie miejsce w Grand Prix Wielkiej Brytanii 1982), zwycięstwo (Grand Prix Niemiec 1982) i pole position (Grand Prix Stanów Zjednoczonych Wschód 1983). W sezonie 1983 był z 40 punktami sklasyfikowany na 4 miejscu w klasyfikacji generalnej.
Bez większych sukcesów ścigał się później w Renault (1984 – 1985) i Haas Lola (1986). Po roku 1986 wycofał się z Formuły 1.
W 1989 roku ścigał się wyścigu 24h Le Mans, gdzie był czwarty. Później ścigał się w Rajdzie Paryż-Dakar, gdzie dwukrotnie był w pierwszej trójce. Brał również udział w wyścigach na lodzie i w Rajdzie Korsyki.
W 1994 roku Tambay był zaangażowany w zespół Larrousse, zakładając spółkę z przyjacielem i wspólnikiem Michaelem Golayem.
Po zrezygnowaniu z wyścigów Tambay był komentatorem dla francuskiej telewizji.
Jest ojcem chrzestnym Jacques'a Villeneuve'a. Jego syn, Adrien, ściga się obecnie w serii Formuła BMW Eurocup.

## Podsumowanie kariery w Formule 1
- liczba zgłoszeń: 118
- liczba wyścigów: 113
- liczba ukończonych wyścigów: 57
- liczba punktów: 103
- liczba zwycięstw: 2
- liczba drugich miejsc: 4
- liczba trzecich miejsc: 5
- liczba pole positions: 5

### Podsumowanie sezonów
W nawiasie podano liczbę zgłoszeń do wyścigu.
| Sezon | Samochód                          | Starty  | Punkty | Miejsce w klasyfikacji |
| ----- | --------------------------------- | ------- | ------ | ---------------------- |
| 1977  | Surtees Theodore Racing-Ensign    | 7 (9)   | 5      | 18                     |
| 1978  | McLaren-Ford                      | 15 (15) | 8      | 14                     |
| 1979  | McLaren-Ford                      | 13 (15) | 0      | -                      |
| 1981  | Theodore Racing-Ford Ligier-Matra | 14 (15) | 1      | 19                     |
| 1982  | Ferrari                           | 6 (6)   | 25     | 7                      |
| 1983  | Ferrari                           | 16 (16) | 40     | 4                      |
| 1984  | Renault                           | 15 (15) | 11     | 11                     |
| 1985  | Renault                           | 15 (15) | 11     | 12                     |
| 1986  | Haas Lola-Hart Haas Lola-Ford     | 14 (14) | 2      | 15                     |